# Liste der Bodendenkmäler in Bruckberg (Mittelfranken)
Auf dieser Seite sind die Bodendenkmäler in der mittelfränkischen Gemeinde Bruckberg zusammengestellt. Diese Tabelle ist eine Teilliste der Liste der Bodendenkmäler in Bayern. Grundlage ist die Bayerische Denkmalliste, die auf Basis des Bayerischen Denkmalschutzgesetzes vom 1. Oktober 1973 erstmals erstellt wurde und seither durch das Bayerische Landesamt für Denkmalpflege geführt wird. Die folgenden Angaben ersetzen nicht die rechtsverbindliche Auskunft der Denkmalschutzbehörde.

## Bodendenkmäler in Bruckberg
| Lage                      | Objekt                                                                                | Akten-Nr.     | Bild           |
| ------------------------- | ------------------------------------------------------------------------------------- | ------------- | -------------- |
| (Standort)                | Grabhügel der Urnenfelderzeit und vorgeschichtlicher Zeitstellung.                    | D-5-6630-0126 |                |
| (Standort)                | Bestattungsplatz vorgeschichtlicher Zeitstellung mit Grabhügeln.                      | D-5-6630-0127 |                |
| (Standort)                | Siedlung der Hallstattzeit.                                                           | D-5-6630-0128 |                |
| Schloßstraße 3 (Standort) | Mittelalterliche und frühneuzeitliche Befunde im Bereich des Schlosses von Bruckberg. | D-5-6630-0129 | weitere Bilder |
| (Standort)                | Siedlung der Steinzeiten.                                                             | D-5-6630-0150 |                |
| (Standort)                | Siedlung der Steinzeiten.                                                             | D-5-6630-0151 |                |
| (Standort)                | Freilandstation des Mesolithikums.                                                    | D-5-6630-0152 |                |
| (Standort)                | Freilandstation des Mesolithikums und Siedlung des Neolithikums.                      | D-5-6630-0153 |                |